# Вызыватели душ
«Вызыватели душ» — трагедия древнегреческого драматурга Эсхила (первая половина V века до н. э.), часть тетралогии, посвящённой Одиссею. Её текст почти полностью утрачен.
В пьесе рассказывается о том, Одиссей спустился в царство мёртвых и получил предсказание Тиресия о своей судьбе. Текст трагедии утрачен почти полностью, сохранились только несколько фрагментов. К тому же циклу предположительно принадлежали трагедии «Пенелопа» и «Собиратели костей», а также сатировская драма «Кирка».